# Alfonso Pérez Guerra
Alfonso Pérez Guerra (Chantada, província de Lugo, 1 de març de 1934) és un arquitecte gallec establert a Barcelona.

## Biografia
En 1962 es llicencià en arquitectura a la Universitat de Barcelona, doctorant-se en 1966. El 1977 es diplomà en gestió d'empreses i de tecnologia pel Massachusetts Institute of Technology (EUA) (1977). Té el seu propi estudi d'arquitectura i ha estat catedràtic de la Universitat Politècnica de Catalunya. El 1976 fou nomenat president nacional de l'Asociación Espanola de Prevención y Seguridad (AEPS) i el 1979 vicepresident de la Federació Internacional d'Associacions d'Especialistes de la Seguretat i Higiene del Treball (FAS).
Com a arquitecte és autor de diversos projectes com la Clínica Teknon (1972). l'Hotel Sant Jordi de Calella, les oficines de Central Roca Sanitario i Seguros Santa Lucía, l'Edifici Espiau de Sevilla i el Pla General d'Ordenació Urbana de Burela (província de Lugo).
A les eleccions al Parlament de Catalunya de 1980 fou elegit diputat per la circumscripció de Barcelona dins les files de Centristes de Catalunya-UCD. De 1980 a 1984 fou membre de les diferents comissions del Parlament de Catalunya: Comissió de Política Territorial, Comissió d'investigació sobre la central nuclear d'Ascó, Comissió de Drets Humans i de la Comissió d'investigació sobre els recents incendis forestals de Catalunya.

## Obres
- Aplicaciones constructivas (1966)
- Seguridad en el trabajo de construcción de edificios (1969)
- El proceso de creación arquitectònica (1980)
- La esclavitud de los técnicos (1977)
- Planificación de la seguridad e higiene en el trabajo en construcción y conservación de edificios (1991)
- Planificación de la seguridad y salud en las obras de construcción (1998)